# Jeggejaure (Jokkmokks socken, Lappland, 735408-166991)
Jeggejaure är en sjö i Jokkmokks kommun i Lappland och ingår i Piteälvens huvudavrinningsområde. Sjön har en area på 0,0684 kvadratkilometer och ligger 477,1 meter över havet. Jeggejaure ligger i Udtja Natura 2000-område.

## Delavrinningsområde
Jeggejaure ingår i det delavrinningsområde (734926-167229) som SMHI kallar för Ovan Nielkekjåkkå. Medelhöjden är 506 meter över havet och ytan är 34,43 kvadratkilometer. Räknas de 10 avrinningsområdena uppströms in blir den ackumulerade arean 107,5 kvadratkilometer. Sikån (Juokeljåkkå) som avvattnar avrinningsområdet har biflödesordning 3, vilket innebär att vattnet flödar genom totalt 3 vattendrag innan det når havet efter 152 kilometer. Avrinningsområdet består mestadels av skog (84 procent) och sankmarker (15 procent). Avrinningsområdet har 0,23 kvadratkilometer vattenytor vilket ger det en sjöprocent på 0,7 procent.